# Normani
Normani Kordei Hamilton (ur. 31 maja 1996 w Atlancie) – amerykańska piosenkarka, tancerka, autorka tekstów oraz modelka. Rozpoczęła swoją karierę w 2012 roku, biorąc udział w przesłuchaniach do amerykańskiej wersji programu X-Factor, w którym została członkinią grupy Fifth Harmony. Podczas swojej kariery w zespole, wzięła udział w amerykańskim Tańcu z gwiazdami oraz wydała swój pierwszy solowy singiel "Love Lies" w duecie z Khalidem, który znalazł się w pierwszej dziesiątce najlepiej sprzedających się utworów i pokrył się pięciokrotną platyną w Stanach Zjednoczonych.
Po zawieszeniu działalności przez grupę Fifth Harmony Normani wydała EP we współpracy z Calvinem Harrisem, na którym znalazły się dwie piosenki. W listopadzie 2018 roku wydała utwór "Waves". Jej duet z Samem Smithem "Dancing with a Stranger" wydany w 2019 roku znalazł się w pierwszej dziesiątce w Stanach oraz Wielkiej Brytanii. W sierpniu tego samego roku wydała swój pierwszy solowy singiel "Motivation", który zadebiutował na 33. miejscu w USA, gdzie również pokrył się platyną. Normani nagrała również utwory do ścieżki dźwiękowej filmów Ptaki Nocy (i fantastyczna emancypacja pewnej Harley Quinn) ("Diamonds" z Megan Thee Stallion) oraz Aniołki Charliego ("Bad To You" z Arianą Grande i Nicki Minaj).

## Życiorys

### Młodość
Urodziła się 31 maja 1996 roku w Atlancie, w stanie Georgia, w Stanach Zjednoczonych. Jej matka, Andrea Hamilton, zmagała się z nowotworem odkąd Normani miała 6 lat. Jej ojciec to Derrick Hamilton. Normani ma również dwie starsze przyrodnie siostry – Ashlee i Arielle. Normani dorastała w Nowym Orleanie, jednak w 2005 roku, wraz z rodziną została zmuszona do relokacji do Pearland, w Teksasie, ze względu na huragan Katrina.
Uczęszczała do szkoły prywatnej, po czym rozpoczęła indywidualny tok nauczania w wieku sześciu lat. Od trzeciego roku życia brała udział w zawodach tańca i gimnastyki sportowej oraz konkursach piękności. W wieku trzynastu lat wydała kilka piosenek oraz wystąpiła gościnnie w serialu HBO Treme.

### Kariera

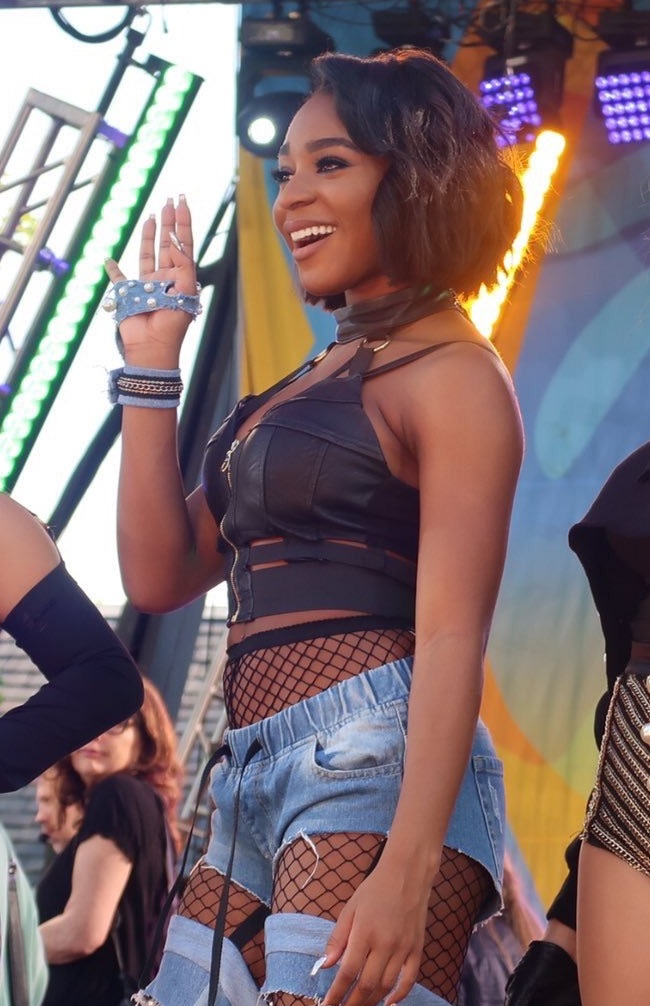
Normani podczas występu Fifth Harmony (2017)

#### 2012–2018: X Factor & Fifth Harmony
Normani wzięła udział w przesłuchaniach do drugiego sezonu amerykańskiej wersji programu X Factor w 2012 roku z piosenką "Chain of Fools" z repertuaru Arethy Franklin. Zakwalifikowała się do drugiego etapu, otrzymując cztery razy "tak" od jurorów – Demi Lovato, Britney Spears, Simona Cowella oraz L.A. Reid. Zakończyła swój udział w programie jako solowa artystka w kolejnym etapie eliminacji, jednak została częścią nowej grupy Fifth Harmony wraz z Camilą Cabello, Lauren Jauregui, Ally Brooke oraz Dinah Jane Hansen, z którymi ostatecznie zajęły 3. miejsce.
W październiku 2013 roku Fifth Harmony wydały swoje pierwsze EP "Better Together". W 2015 wydały swój pierwszy pełny album "Reflection", z którego pochodzi jeden z ich największych hitów "Worth It". W 2016 grupa wydała swój drugi album "7/27", na którym znalazł się utwór "Work From Home", który znalazł się na 4. miejscu najlepiej sprzedających się singli w Stanach i osiągnął status pięciokrotnej platyny. Teledysk do piosenki stał się najbardziej oglądanym klipem grupy żeńskiej w historii na portalu YouTube, osiągając ponad dwa miliardy wyświetleń (stan na 2021 rok).
Po odejściu Cabello Fifth Harmony wydały swój trzeci i zarazem ostatni album studyjny "Fifth Harmony" w 2017 roku. W 2018 grupa ogłosiła zawieszenie działalności.

#### 2018–2020: Początki kariery solowej
Podczas swojej kariery w grupie Fifth Harmony wydała dwa klipy taneczne do piosenek "Fuck Up Some Commas" (Future) i "Do Not Disturb" (Tayana Taylor) oraz covery utworów "Say It" (Tory Lanez), "Cranes in the Sky" i "Don't Touch My Hair" (Solange Knowles) oraz "Fake Love" i "Sneakin'" (Drake), jednak swoją karierę solową rozpoczęła naprawdę w 2018 roku, wydając singiel "Love Lies" we współpracy z Khalidem. Piosenka znalazła się na ścieżce dźwiękowej do filmu "Twój Simon" oraz wybiła się na 9. miejsce listy Billboard Hot 100 w Stanach, po dwudziestu ośmiu tygodniach na liście.
Na początku 2019 roku wydała utwór "Dancing with a Stranger" we współpracy z Samem Smithem. Piosenka osiągnęła 7. miejsce na liście Hot 100 oraz 3. miejsce w Wielkiej Brytanii. Niedługo po tym Normani osiągnęła ponad miliard odtworzeń na Spotify, rok po rozpoczęciu kariery solowej oraz bez wydania żadnego albumu studyjnego. W marcu tego samego roku Normani ruszyła jako support w trasę koncertową "Sweetener Tour" wraz z Arianą Grande po Ameryce Północnej. W sierpniu wydała swój pierwszy solowy singiel "Motivation". Utwór zadebiutował na 33. miejscu na liście najlepiej sprzedających się singli w USA, gdzie pokrył się platyną.
Nagrała piosenki do ścieżek dźwiękowych do filmów Aniołki Charliego (2019, "Bad To You" z Grande i Nicki Minaj) oraz Ptaki Nocy (i fantastyczna emancypacja pewnej Harley Quinn) ("Diamonds" z Megan Thee Stallion). W 2020 roku wystąpiła gościnnie w teledysku Thee Stallion i Cardi B do utworu "WAP".

#### Debiutancki album
15 lipca 2021 roku wydała utwór "Wild Side" we współpracy z Cardi B. Piosenka była pierwszym singlem z nadchodzącego albumu wokalistki i zadebiutowała na 14. miejscu listy Billboard Hot 100. Normani wykonała utwór podczas MTV Video Music Awards 2021 oraz pokazu Savage x Fenty Rihanny. Singiel otrzymał również nagrodę w kategorii "Najlepszy występ taneczny" podczas Soul Train Awards.
18 marca 2022 wydała kolejny utwór z nadchodzącej płyty o tytule "Fair" i wystąpiła w programie Jimmy’ego Fallona. W kwietniu, jej utwór "Dancing with a Stranger" z Samem Smithem zdobył miliard odtworzeń na Spotify. Na początku czerwca, wokalistka ogłosiła kolejny singiel "Candy Paint" oraz pojawiła się w piosence "Don't They" Josha Levi.